# Świerczów (Basses-Carpates)
Pour les articles homonymes, voir Świerczów.
Świerczów est une localité polonaise de la gmina et du powiat de Kolbuszowa en voïvodie des Basses-Carpates.